# دختران رؤیایی (فیلم)
دختران رؤیایی (انگلیسی: Dreamgirls) فیلمی به کارگردانی و نویسندگی بیل کاندن و تهیه‌کنندگی لاورنس مارک محصول سال ۲۰۰۶ میلادی است.